# Баские
Баские — деревня в Пермском районе Пермского края. Входит в состав Лобановского сельского поселения.

## География
Деревня расположена примерно в 5 км к юго-западу от административного центра поселения, села Лобаново и 5 км к югу от Перми.

## Население
| 2010 |
| ---- |
| 3    |

## Топографические карты
- Лист карты O-40-77 Юг. Масштаб: 1 : 100 000. Состояние местности на 1983 год. Издание 1985 г.